# À la Seine
 (avril 2017).
Si vous disposez d'ouvrages ou d'articles de référence ou si vous connaissez des sites web de qualité traitant du thème abordé ici, merci de compléter l'article en donnant les références utiles à sa vérifiabilité et en les liant à la section « Notes et références ».
Albums de Jean-Roger Caussimon
Jean-Roger Caussimon chante Jean-Roger Caussimon
(1970) Musique légère
(1974)
À la Seine est un album studio de Jean-Roger Caussimon. Paru à l’origine sans titre, il est désormais identifié par celui de la chanson qui ouvre l'album.

## Titres
Les paroles de toutes les chansons sont de Jean-Roger Caussimon. Les chansons dont la musique a été composée par Léo Ferré ont également été interprétées par ce dernier.
| 1. | À la Seine                  | Léo Ferré                        | 2 min 58 s |
| 2. | Chanson des comédiens       | J.-R. Caussimon et Éric Robrecht | 2 min 47 s |
| 3. | Les fill’s qui font pleurer | Éric Robrecht                    | 2 min 14 s |
| 4. | Sammy, le pianiste noir     | Francis Livon                    | 2 min 38 s |
| 5. | Le Voleur de Paris          | Jacques Datin                    | 3 min 24 s |

| 6.  | C’était une nuit           | Gaby Wagenheim                   | 2 min 28 s |
| 7.  | Mon Sébasto                | Léo Ferré                        | 3 min 42 s |
| 8.  | La Java de la Varenne      | J.-R. Caussimon et Jacques Datin | 2 min 34 s |
| 9.  | Minuit, boulevard du Crime | Éric Robrecht                    | 2 min 16 s |
| 10. | Cueille la fleur           | Éric Robrecht                    | 2 min 30 s |

## Crédits
- Arrangements et direction d'orchestre : Claude Cagnasso (pistes 1, 3 à 6, 8, 9), Éric Robrecht (pistes 2, 7, 10)
- Prise de son : Daniel Vallencien
- Production : Pierre Barouh
- Photo pochette : Jean-Louis Castelli